# پد تماسی

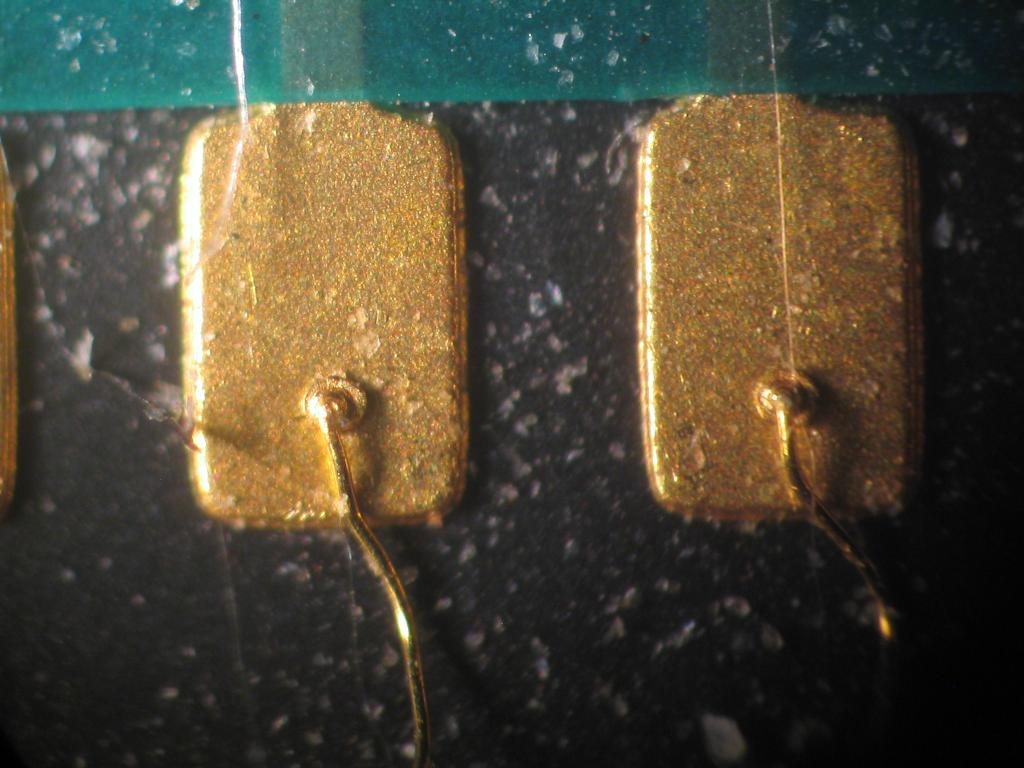
سیم طلایی که به یک پَد تماسی طلایی بندزنی-توپی شده

پَدهای تماسی یا پَدهای بَند، نواحی سطحی برگزیده از برد مدار چاپی (PCB) یا دای‌های یک مدار مجتمع هستند. حالت‌های اتصال با پدها شامل لحیم کاری، بندزنی سیمی، نصب بر تراشه برگردان یا سوزن‌های پِروب است.

## برای مطالعهٔ بیشتر
- Jing Li, Evaluation and Improvement of the Robustness of a PCB Pad in a Lead-free Environment, ProQuest, 2007 شابک ‎۰−۵۴۹−۳۲۱۱۰−۱.
- Kraig Mitzner, Complete PCB Design Using OrCAD Capture and PCB Editor, Newnes, 2009 شابک ‎۰−۰۸−۰۹۴۳۵۴−۳.
- Deborah Lea, Fredirikus Jonck, Christopher Hunt, Solderability Measurements of PCB Pad Finishes and Geometries, National Physical Laboratory, 2001 اُسی‌ال‌سی ۵۹۵۰۰۳۴۸.